# Gordon Barclay Corbet
Gordon Barclay Corbet (* 4. März 1933 in Dundee, Schottland) ist ein schottischer Mammaloge.

## Leben
Corbet ist der Sohn von George und Mary Corbet. Nach der Absolvierung der Morgan Academy in Dundee, studierte er zwischen September 1955 und August 1958 Zoologie am University College Dundee, am Queen’s College und schließlich an der University of St Andrews, wo er 1960 er mit der Dissertation The distribution, variation and ecology of voles in the Scottish Highlands zum Ph.D. promoviert wurde. Von 1958 bis 1959 war er Assistenzdozent am Sir John Cass College in London. 1959 heiratete er Elizabeth Urquhart. Aus dieser Ehe gingen ein Sohn und eine Tochter hervor. Von 1960 bis 1971 war er leitender Wissenschaftler am Natural History Museum in London. Von 1971 bis 1976 war er stellvertretender Leiter der zoologischen Abteilung des Natural History Museum. Von Juni 1976 bis zu seinem Ruhestand im Jahr 1992 war er Leiter der zentralen Dienststelle des Natural History Museum.
Neben mehreren Büchern über die Säugetiere Großbritanniens veröffentlichte Corbet gemeinsam mit John Edwards Hill ein Werk über die Säugetiere der indomalayischen Region sowie eine Liste über die Säugetiere der Welt. Ferner beschrieb er vier Säugetiertaxa, darunter Choeropsis liberiensis heslopi (Unterart des Zwergflusspferds, die mittlerweile als ausgestorben gilt), Petrodromus tetradactylus zanzibaricus (Unterart der Rüsselratte), Rhynchocyon cirnei shirensis  (Unterart des Gefleckten Rüsselhündchens) sowie Paradoxurus hermaphroditus dongfangensis (eine Unterart des Fleckenmusangs).

## Schriften (Auswahl)
- The Terrestrial Mammals of Western Europe, 1966
- The Identification of British Mammals, 1969
- Finding and Identifying Mammals in Britain, 1975
- A Review of the Family Canidae, with a Classification by Numerical Methods (mit Juliet Clutton-Brock und Michael Hills), 1976
- The Handbook of British Mammals, 2. Auflage (mit Henry Neville Southern), 1977, 3. Auflage (mit Stephen Harris), 1991
- The Mammals of the Palaearctic Region, 1978
- Town and Gardens (mit Dennis Owen, Franklyn und Margaret Perring, Paul Whalley, Frederick Wanless, Roger Lincoln und James Ferguson-Lees), 1978
- Collins Handguide to the Wild Animals of Britain and Europe (mit E. Nicholas Arnold und Denys Ovenden), 1979
- The Mammals of Britain and Europe, 1980 (deutsch: Pareys Buch der Säugetiere. Alle wildlebenden Säugetiere Europas, 1982, Übersetzung von Richard Kraft)
- The Family Erinaceidae: A Synthesis of Its Taxonomy, Phylogeny, Ecology and Zoogeography, 1988
- A World List of Mammalian Species (mit John Edwards Hill), 1. Auflage 1980, 2. Auflage 1986, 3. Auflage 1991
- The Mammals of the Indomalayan Region: A Systematic Review (mit John Edwards Hill), 1992
- The Nature of Fife, 1998